# Felix och Fantomen
Felix och Fantomen (även känt som Felix och doktor M) är Jan Lööfs femte serieberättelse om Felix.

## Handling
Felix lämnade jorden 1969 och när han kommer tillbaka är det fortfarande 1969 trots att det har gått 2000 år sedan han lämnade jorden. Det beror på att ett kärnvapenkrig utbröt år 1999 och förintade nästan hela jorden. År 2000 började tidräkningen om från 0.
Felix träffar en man som visar sig vara Fantomen. Han är släkting till Felix' vän Alex i rakt nedstigande led. Alex blev vald till Fantomen eftersom den dåvarande Fantomen inte fick några barn.
Fantomen upptäcker att han har tappat sin dödskallering. Utan den är han kraftlös, tror han i alla fall. Felix och fantomen hyr dykarutrustning och börjar leta efter ringen. Men det går hål i dykardräkten och Fantomen sjunker till botten. Han blir upphämtad av en stor ubåt. Kaptenen på ubåten tillfångatar Fantomen och säljer honom till några gangstrar. Skurkarna stjäl skatterna som är i dödskallegrottan och lämnar Fantomen.
Felix och Fantomen flyger till USA. Där blir de kidnappade men klarar sig ur knipan.
En mystisk skurk som heter doktor M gör en kupp där han söver ner hela New York genom att förgifta dricksvattnet. Han stjäl massor av pengar. Fantomen spårar upp doktor M och spåren leder till hans egen pappa; Alexander van Toomen, den gamle Fantomen.
Det visar sig att Alexander går i sömnen på nätterna och dricker en vätska som gör att man blir ond i 5 timmar. Felix och Fantomen kommer på Alexander när han har druckit vätskan. Då hotar den onde Alexander (doktor M) att döda Felix om inte Fantomen också dricker vätskan som gör att man blir ond. Alexander blandar till en vätska som gör att de blir onda för alltid. Sedan flyger Fantomen och hans far till Transsylvanien där nästa berättelse utspelas.